# Generalštab Oboroženih sil Republike Hrvaške
Generalštab Oboroženih sil Republike Hrvaške (izvirno hrvaško Glavni stožer Oružanih snaga Republike Hrvatske; kratica GS OS RH) je najvišje telo Oboroženih sil Republike Hrvaške, ki deluje v okviru Ministrstva za obrambo Republike Hrvaške. Odgovorno je za poveljevanje, usposabljanje in uporabo oboroženih sil. Ustanovljen je bil 21. septembra 1991.
Generalštab vodi načelnik generalštaba Oboroženih sil Republike Hrvaške (trenutno generalpolkovnik Drago Lovrić). 

## Prištabne enote
- Častno-zaščitni bataljon
- Bataljon za specialno delovanje
- Center za elektronsko izvidništvo